# Platycoelia flavoscutellata
Platycoelia flavoscutellata är en skalbaggsart som beskrevs av Ohaus 1904. Platycoelia flavoscutellata ingår i släktet Platycoelia och familjen Rutelidae. Inga underarter finns listade i Catalogue of Life.